# Wasserturm Forst (Lausitz)
Koordinaten: 51° 44′ 13,5″ N, 14° 38′ 24,4″ O
Der Wasserturm Forst (Lausitz) ist das Wahrzeichen der Stadt Forst (Lausitz). Er wurde zwischen 1902 und 1903 im Rahmen der Errichtung einer zentralen Wasserversorgung für die Stadt errichtet. Der Wasserturm steht südlich des Stadtzentrums am Kreisverkehr der Triebeler Straße und steht unter Denkmalschutz. In Forst wird er auch Unser Dicker genannt.

## Geschichte

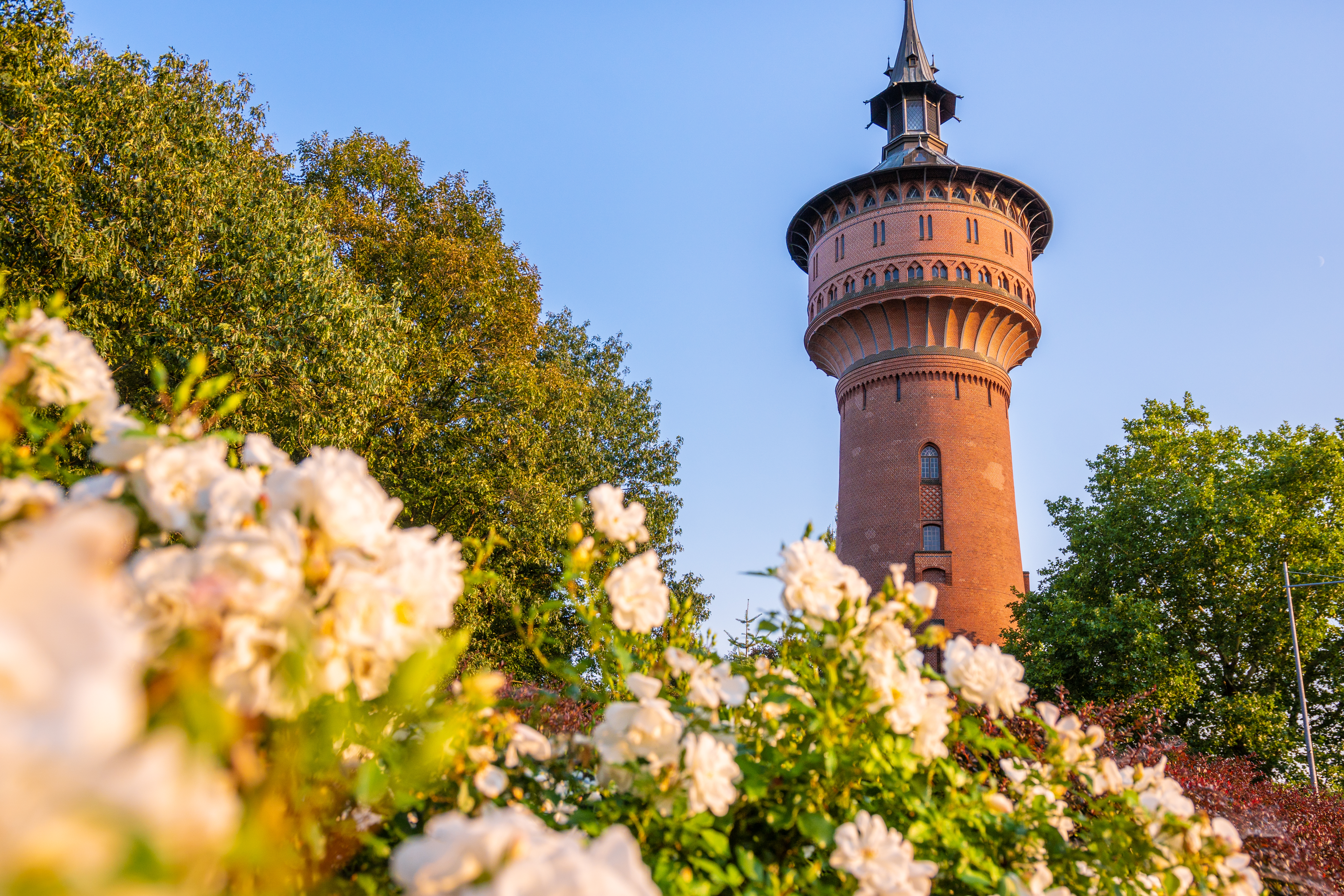
Der Wasserturm mit Rosen im Vordergrund

1901 wurde in Forst (Lausitz) der Bau des lange geplanten Wasserwerkes mit Wasserturm beschlossen. Der Standort des Wasserturmes wurde so gewählt, dass sich dieser im damaligen Zentrum des mit Wasser zu versorgendem Gebietes befand. Der Entwurf des Wasserturmes stammt von dem Ingenieur Ernst Prinz. Nachdem die Stadt dem Maurermeister Lüdecke den Bau übertrug, erfolgte der erste Spatenstich am 1. Mai 1902. Das Trageprinzip für den Hochbehälter beruht auf dem Konstruktionsprinzip von Otto Intze. Die Bauzeichnung wurde am 12. Oktober 1902 bei der Baupolizei eingereicht.
Unter der Kellersohle wurde eine 1,10 Meter dicke Betonplatte gegossen, auf der ringförmige Fundamentmauern gesetzt sind, die sich nach oben hin verjüngen. Der Schaft hat eine Mauerstärke von 90 cm und in dessen Mitte befindet sich das circa 60 cm starke Steige- oder Druckrohr, welches trichterförmig mit dem Hochbehälter verbunden ist. Auf dem gemauerten Schaft ist ein Ring aus Granit ausbauchend aufgesetzt, auf dem das eiserne Traggerüst für den Hochbehälter ruht. Der Hochbehälter hat einen Durchmesser von 13 Meter, ist außen 8 Meter hoch und fasst 1000 m³. Auf Grund seiner nach unten gewölbten Form besitzt er in der Mitte eine Höhe von 9,19 Meter. Rund um diesen Hochbehälter befindet sich ein schmaler Wartungsgang. Die Turmspitze und das Dach bestehen aus einer schmiedeeisernen Konstruktion.
Im Sommer 1903 erfolgten die letzten Arbeiten an der Turmspitze, so dass am 1. September 1903 die regelmäßige Wasserversorgung begann. Während des Zweiten Weltkrieges entstanden keine größeren Schäden am Wasserturm, die Wasserversorgung wurde dennoch eingestellt, jedoch nach dem Krieg wieder in Betrieb genommen.
In der DDR wurden nur die notwendigsten Reparaturen durchgeführt. Ein Gutachten aus dem Jahr 1978 benannte dringenden Sanierungsbedarf, jedoch wurden diese Arbeiten nicht durchgeführt.
Von 1990 bis 1994 wurde der Wasserturm saniert, dabei fiel der Wasserbehälter zwischenzeitlich als Druckausgleichsbehälter aus. Erst nach Beginn der Sanierung wurde das eigentliche Ausmaß der Schäden sichtbar, so dass das Mauerwerk der Behälterumhausung bis auf den Granitring abgetragen und bei Erhaltung der Außenansicht erneuert wurde. Die Turmspitze wurde am Boden saniert, dafür wurde diese komplett mit Haube durch einen Großkran auf den Boden geholt und nach Abschluss der Arbeiten wieder auf den Turm aufgesetzt. Des Weiteren erfolgten Sanierungsmaßnahmen am Wasserbehälter, Schaft und im Eingangsportal.